# 2408 Astapovich
2408 Astapovich este un asteroid din centura principală, descoperit pe 31 august 1978 de Nikolai Cernîh.